# Poecilarcys ditissimus
Poecilarcys ditissimus Simon, 1885 è un ragno appartenente alla famiglia Araneidae.
È l'unica specie nota del genere Poecilarcys.

## Etimologia
Il nome deriva dal greco ποικίλος, poikìlos, cioè variopinto, screziato, variegato, pezzato, e dal greco ἃρκυς, arkys, cioè rete, lacci e, per traslato, imboscata, tranello; in pratica, ragno variopinto che tende tranelli sulla ragnatela.

## Distribuzione
La specie è stata rinvenuta in Tunisia.

## Tassonomia
Dal 1895 non sono stati esaminati altri esemplari, né sono state descritte sottospecie al 2013.